# Mixed to Unit Structures Revisited
Mixed to Unit Structures Revisited ist ein Kompilationsalbum mit Aufnahmen von Cecil Taylor. Es erschien 2021 auf ezz-thetics (Hat Hut Records Ltd), einem Sublabel von HatHut Records. Als Teil der Revisited-Reihe des Labels remasterter Avantgarde-Klassiker aus den 1960er-Jahren vereint das Album die Musik Taylors auf der Impulse!-LP Into the Hot (1962) mit der Tayor-LP Unit Structures (Blue Note, 1966).

## Hintergrund
Drei Stücke von Cecil Taylor wurden 1962 auf dem Album Into the Hot unter dem Namen von Gil Evans veröffentlicht. Das Impulse!-Label hatte erwartet, dass es der Nachfolger von Evans’ Label-Debüt Out of the Cool sein würde, und hatte das Cover-Artwork entsprechend im Vorfeld der Aufnahmesession vorbereitet. Allerdings entschied sich Gil Evans, das Projekt lediglich als vertragliche Verpflichtung anzugehen. Anstatt selbst eigene Musik aufzunehmen, übernahm er die Rolle des A&R und gab die Hälfte des Albums Taylor und die andere Hälfte dem Trompeter und Arrangeur Johnny Carisi. Das Album wurde im Herbst 1961 aufgenommen, als der damalige Impulse!-Produzent Creed Taylor bereits auf dem Weg zur Leitung des Major-Labels Verve Records war und sein Nachfolger Bob Thiele noch nicht voll involviert war. „Das Nebeneinander von Cecil Taylor und Carisi ist so herrlich unwahrscheinlich, dass man sich kaum etwas anderes vorstellen kann, als dass es Evans’ Absicht war, etwas Unheilvolles getan zu haben, vielleicht als die Begleichung einer Rechnung mit ABC-Paramount, den Geldgebern der Neugründung Impulse! Records“, vermutet Chris May in All About Jazz. Diese Mutmaßung erhalte zusätzliches Gewicht durch die Tatsache, dass Evans nicht einfach die eine Seite des Albums Taylor und die andere Seite Carisi gegeben habe; vielmehr mischte er ihre Tracks im Ablauf des Albums. Nichtsdestotrotz wurde Into the Hot 1962 veröffentlicht und Evans’ eigentliche Fortsetzung von Out of the Cool war schließlich The Individualism of Gil Evans, das Creed Taylor 1964 für Verve produzierte. Die drei Cecil Taylor-Tracks auf Into the Hot waren 1998 in neuem Umfeld gekoppelt mit einigen Aufnahmen des Posaunisten Roswell Rudd von 1966 von Impulse! neu aufgelegt worden (Mixed). Die drei Tracks von Into the Hot bilden nun die Eröffnungsstücke von Mixed to Unit Structures Revisited.
Posaunist Roswell Rudd und der Trompeter Ted Curson erweiterten das Cecil Taylor Quintett, dem sein langjähriger Altsaxophonist Jimmy Lyons angehörte wie der Tenorsaxophonist Archie Shepp. Nach der Session 1961 verfolgte Shepp seine eigene Karriere. Lyons wurde bei der Aufnahmesitzung von 1966 durch Makanda Ken McIntyre unterstützt, der neben Altsaxophon auch Oboe und Bassklarinette spielte; Eddie Gale ersetzte Ted Curson; Henry Grimes wurde von Alan Silva als weiterem Bassisten unterstützt und Andrew Cyrille ersetzte Sunny Murray am Schlagzeug.

## Titelliste
- Cecil Taylor: Mixed to Unit Structures Revisited

1. Pots
2. Bulbs
3. Mixed
4. Steps
5. Enter, Evening (Soft Line Structure)
6. Unit/Structure / As Of A Now / Section
7. Tales (8 Whisps)

Die Kompositionen stammen von Cecil Taylor.

## Rezeption
Nach Ansicht von Chris May, der das Album in All About Jazz rezensierte, sei Taylors Stil 1961, obwohl er bereits recht individuell war, noch weit davon entfernt, vollständig ausgebildet zu sein. Aber das erhabene „Mixed“, mit knapp dreizehn Minuten der längste der drei Tracks, sei auf diesem Weg gewesen. Dies sei ein „klassischer, reifer Taylor“, und obwohl manche Leute Conquistador! (Blue Note, 1966) vorziehen würden, das fünf Monate später in mehr oder weniger gleicher Besetzung aufgenommen wurde, verdiene Unit Structures einen Platz in jeder ernsthaften Jazzsammlung. Das Ezz-Thetics-Remaster von Rudy Van Gelders Originalaufnahme sei genauso hochwertig, wie man es von dem Label erwarte.
Wenn man diese erhabene Musik im Jahr 2021 höre, so der Autor weiter, falle einem auf, wie radikal sie immer noch klinge. Taylor sei fast einzigartig unter den Musikern des Avantgarde Jazz, der in den 1960er-Jahren entstanden war. Taylors Stil sei so absolut sui generis, dass es ein belebender Schock für das System bleibe, ihm zuzuhören. Es zeige auch, wie unangemessen der Begriff „Free Jazz“ auf Taylor angewendet sei. So strahle seine minutiös detaillierte, akribisch durchdachte und rigoros disziplinierte Musik im Jahr 2021 genauso wie ein Leuchtfeuer prinzipientreuer Individualität wie bei ihrer Entstehung. Dies sei pure Magie.
Ebenfalls in All About Jazz schrieb Marc Cooroto, die Musik der erste drei Stücke von Into the Hot (bzw. Mixed) sei mangels eines besseren Begriffs swingend. Lyons und Shepps Saxophone würden den wachsenden Sturm thematisieren, den Ornette Coleman zu dieser Zeit angeheizt habe, während der Puls der Musik sich von der Bebop-Revolution zu lösen drohe. Diese gekonnt remasterte Musik nach sechzig Jahren erneut zu überdenken, vermittle der Nachwelt vielleicht nicht den ursprünglichen „Schock des Neuen“, aber es bleibe ziemlich überraschend. Taylor orchestriere, ähnlich wie Charles Mingus, um sein wachsendes Vertrauen in seine Tastensprache zu vermitteln. Das sechs Jahre später entstandene Unit Structures zeige dem Moment, als die Revolution von Cecil Taylor begonnen habe.